# (21670) Kuan
(21670) Kuan (1999 RD11) – planetoida z pasa głównego asteroid okrążająca Słońce w ciągu 3,43 lat w średniej odległości 2,27 j.a. Odkryta 7 września 1999 roku.